# أسل مستنقعي
أسل مستنقعي (الاسم العلمي: Juncus palustris) نوع نباتي يتبع جنس الأسل وينتمي إلى الفصيلة الأسلية.